# Carnival Legend
El Carnival Legend es un crucero de la clase Spirit operado por Carnival Cruise Line. Construido por Kværner Masa-Yards en Helsinki New Shipyard en Helsinki, Finlandia, fue lanzado el 17 de diciembre de 2001 y bautizado en Harwich, Essex, Reino Unido, el 21 de agosto de 2002. Su viaje inaugural, el primer crucero de Carnival en Europa, fue un viaje de tres noches desde Harwich a Ámsterdam y regreso.
El ochenta por ciento de los camarotes del Carnival Legend tienen vista al mar y el ochenta por ciento de ellos tienen balcones privados. Fue el primer barco de Carnival en ofrecer opciones gastronómicas alternativas y una capilla para bodas a bordo.